# Caryopteris
Genre
Classification APG III (2009)
Caryopteris est un genre de plantes à fleurs de la famille des Verbénacées, selon la classification classique, ou des Lamiacées, selon la classification phylogénétique. Il regroupe 17 espèces    originaires de l'Asie de l'Est et de l'Asie centrale.

## Taxonomie
Les recherches phylogénétiques récentes ont conduit à le positionner dans la famille des Lamiacées.

## Description
Ce sont des plantes herbacées de 1 m à 1,5 m de hauteur, des sous-arbrisseaux ou des arbustes, dressés ou grimpants. Les feuilles sont simples et opposées, à marge entière ou dentée, souvent glanduleuses. Les fleurs sont généralement réunies en cymes ou en thyrses.

## Liste des espèces
- Caryopteris aureoglandulosa (Vaniot) C. Y. Wu
- Caryopteris bicolor (Roxburgh ex Hardwicke) Mabberley
- Caryopteris divaricata Maxim. : voir Tripora divaricata (Maxim.) P.D.Cantino
- Caryopteris forrestii Diels
- Caryopteris glutinosa Rehder
- Caryopteris grata Benth.
- Caryopteris incana (Thunberg ex Houttuyn) Miquel
- Caryopteris jinshajiangensis Y. K. Yang & X. D. Cong
- Caryopteris mongholica Bunge
- Caryopteris nepetifolia (Bentham) Maximowicz
- Caryopteris odorata (Ham. ex Roxb.) Robinson
- Caryopteris paniculata C. B. Clarke
- Caryopteris siccanea W. W. Smith
- Caryopteris tangutica Maximowicz
- Caryopteris terniflora Maximowicz
- Caryopteris trichosphaera W. W. Smith

## Utilisation
Certaines espèces sont cultivées comme plantes ornementales, notamment Caryopteris ×clandonensis, un hybride issu du croisement de C. incana et de C. mongholica, dont il existe plusieurs cultivars.